# Эйн-Ход
Эйн-Ход (ивр. עֵין הוֹד‎, часто: «деревня художников») — деревня в Хайфском округе на севере Израиля, расположенная у подножия горы Кармель и к юго-востоку от Хайфы. Находится под юрисдикцией регионального совета Хоф ха-Кармель и имеет статус общинного поселения.
Деревня расположена на склоне холма среди оливковых рощ, с видом на Средиземное море. До арабо-израильской войны 1948 года тут находилась арабская деревня Эйн-Ход. Большинство арабских жителей были изгнаны во время войны, однако некоторые остались в этом районе и поселились поблизости, образовав новую деревню, также названную Эйн-Хавд (Эйн-Хауд).
После неудачной попытки создать на этом месте мошав в 1953 году Эйн-Ход стал колонией художников.

## История

### Период Айюбидов
В период айюбидов деревня была одной из деревень «Аль-Хиджа», основанных родственниками эмира Хуссама ад-Дина Абу аль-Хиджа. Абу аль-Хиджа («Дерзкий») был иракским курдом и командиром курдских войск, принимавших участие в завоевании султаном Саладином Иерусалимского королевства у крестоносцев в 1180-х годах. Он был известен своей храбростью и командовал гарнизоном Акры во время осады Акры (1189—1192).
Абу аль-Хиджа, по-видимому, вернулся в Ирак, но несколько членов его семьи остались в стране по приказу Саладина, и эти члены семьи поселились на просторных участках земли, которые им были предоставлены в районе Кармель, в Нижнем, Восточном и Западном Галилее и в Хевронском нагорье. Одним из таких земельных участков стала деревня Эйн-Хавд. Другими деревнями аль-Хиджа были Хадата и Сирин в Нижней Галилее, Рувейс и Кавкаб в Западной Галилее. Оставшиеся жители утверждают, что являются кровными родственниками аль-Хиджи.

### Османский период

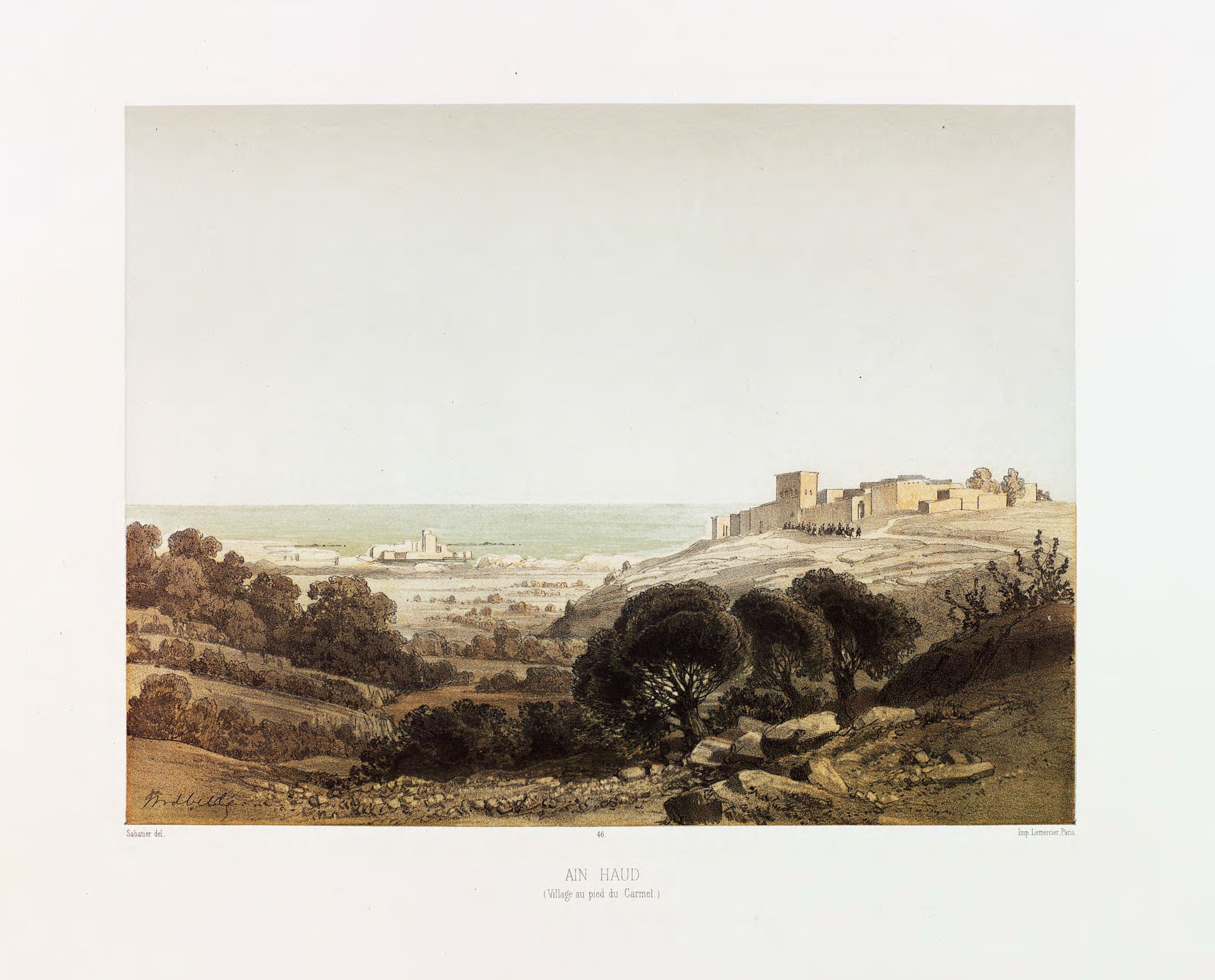
Айн-Хауд в 1850-х годах, с картины ван де Вельде.

В 1596 году деревня Айн-Хауд была частью османской нахии (подрайона) Сахил Атлит под ливой (районом) Ладжуна с населением 8 семей, примерно 44 человека, все мусульмане. Жители деревни платили фиксированный налог в размере 25 % на сельскохозяйственные продукты, включая пшеницу и ячмень, а также на коз и ульи; всего 2650 акче. Все доходы пошли в вакф.
В 1851 году ван дер Вельде посетил «Айн-Хауд» и «провел приятный вечер в доме Шеха Сулеймана». Ван дер Вельде описывает, как жители деревни, все мусульмане, были в большой тревоге по поводу призыва в османскую армию. По словам Шеха Сулеймана, бывший султан дал им фирман, освобождающий жителей деревни от призыва на военную службу.
В 1870 году деревню посетил Виктор Герен. В деревне проживали 120 жителей, с домами, построенными из утрамбованной земли или различных строительных материалов. Деревня была окружена небольшой стеной.
В 1881 году «Айн-Хауд» описывался как небольшая деревня, расположенная на конце отрога, в которой проживало пятьдесят человек, возделывавших 3 фаддана земли, в то время как список населения примерно за 1887 год показал, что в Айн-Ходе проживало около 195 жителей, все мусульмане.
Сельская начальная школа для мальчиков была основана в 1888 году, и в начале XX века количество жителей составляло 283 человека. В деревне была мечеть.

### Британский мандат
По данным переписи населения Палестины 1922 года, проведенной британскими властями под мандатом, население Айн-Хода составляло 350 человек: 347 мусульман и 3 христианина, где все христиане были маронитами. Во время переписи 1931 года население Эйн-Хауда увеличилось до 459 человек, все мусульмане, в общей сложности в 81 занятом доме.
По статистике 1945 года население составляло 650 человек, все мусульмане, и, согласно официальной переписи земли и населения, оно имело в общей сложности 12 605 дунамов земли. 503 дунама приходилось на плантации и орошаемые земли, 4 422 дунама — на зерновые, а 50 дунамов приходилось на застроенные (городские) земли.

### 1948 год
Согласно палестинской газете «Филастин», 11 апреля 1948 года группа из 150 евреев напала на Айн-Хавд и соседнюю деревня Айн-Газаль. 20 мая Ассошиэйтед Пресс сообщило, что было предотвращено ещё одно нападение на Айн-Газаль и Айн-Хоуд.

В течение 17—19 июля подразделения ЦАХАЛа атаковали и заняли деревни Айн-Хавд вместе с Кафр-Ламом, Сарафандом и Аль-Мазаром, при этом Айн-Хавд обезлюдел.

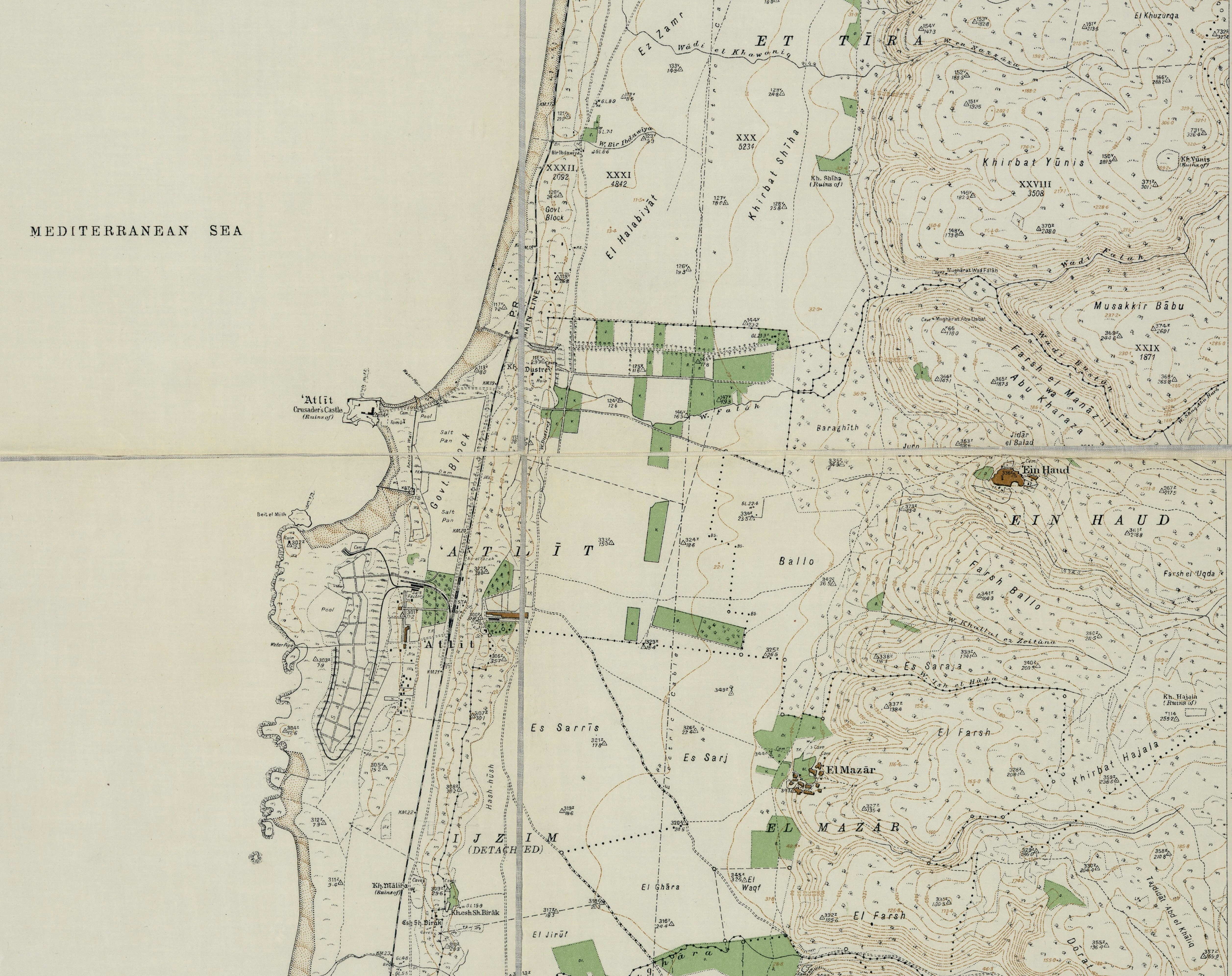
Эйн-Ход (Эйн-Хауд) 1932 1:20,000
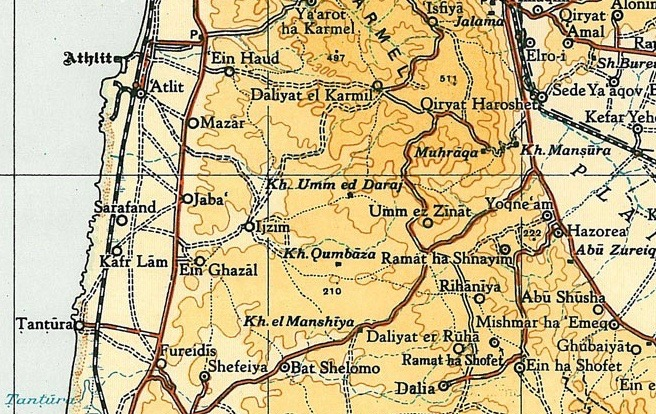
Эйн-Ход (Эйн-Хауд) 1945 1: 250 000

### Эйн-Хавд: новая деревня после 1948 года
Большинство из 700—900 арабских жителей деревни Эйн-Ход, живших до арабо-израильской войны 1948 года, переселились на Западный берег, многие — в лагерь беженцев в Дженине. Группа из 35 коренных жителей, многие из которых были членами семьи Абу аль-Хиджа, укрылись в близлежащем вади. Попытки лишить их имущества законным путем не увенчались успехом. Эта новая деревня была названа Эйн-Хавд. Первоначально израильские власти не признали деревню, но в 1988 году жители помогли сформировать ассоциацию арабских непризнанных деревень в Израиле. В 1992 году государство, наконец, официально признало деревню, но только в 2005 году её подключили к израильской электросети.

### Мошав Эйн-Ход
В июле 1949 года Движение мошавов поселило иммигрантов из Туниса и Алжира в обезлюдевшей деревне, переименовав деревню в Эйн-Ход. Движение выделило новым поселенцам инструкторов для сельскохозяйственных работ. Кратковременная попытка возродить деревню в качестве сельскохозяйственного предприятия было прекращено, и деревня оставалась заброшенной ещё полтора года.

### Колония художников

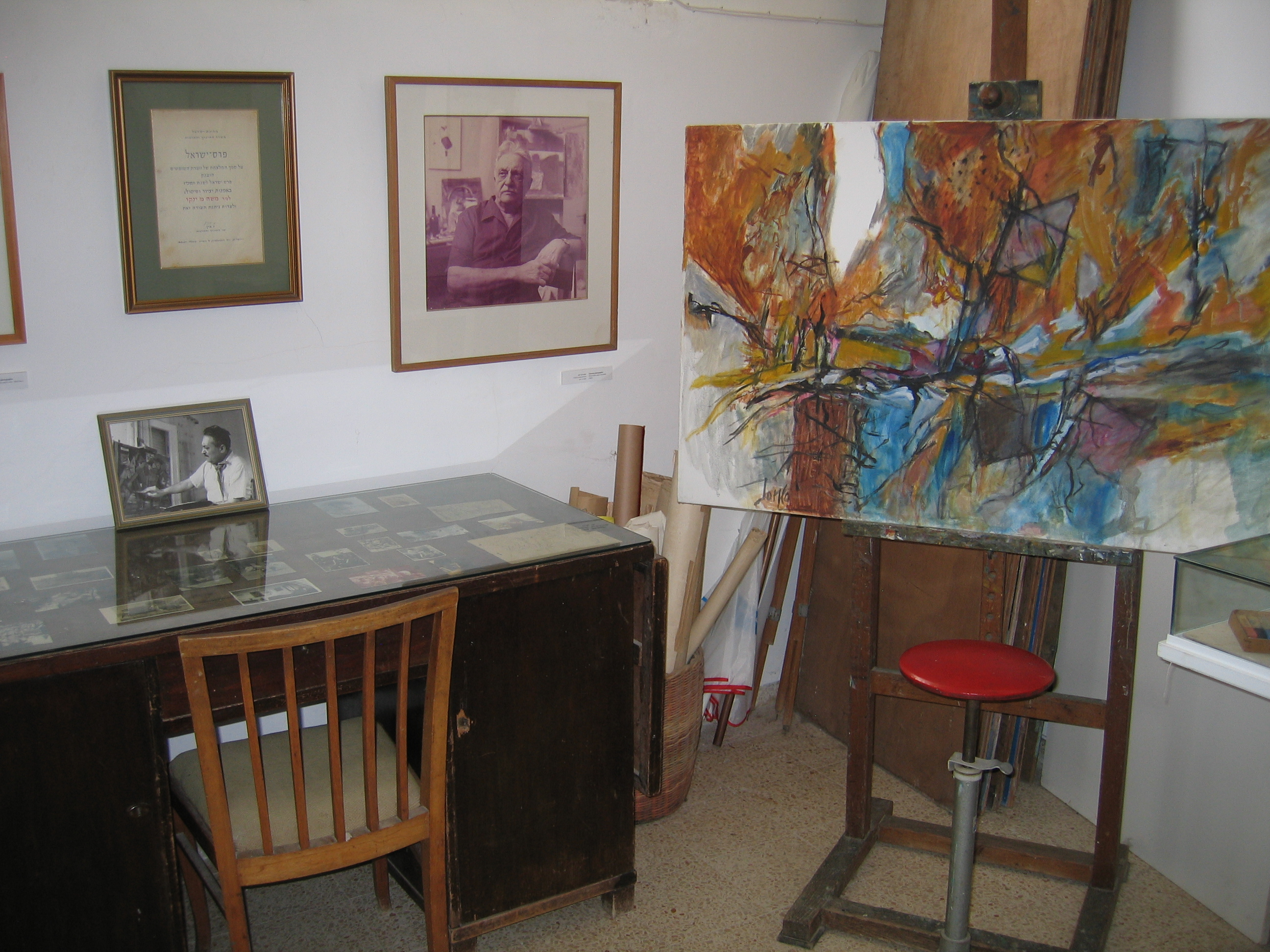
Студия Марселя Янко в деревне художников Эйн-Ход

Эйн-Ход стал колонией художников в 1953 году. Движущей силой этого проекта был Марсель Янко, известный художник-дадаист, который удержал деревню от сноса силами безопасности и убедил правительство позволить ему построить там колонию художников.

### Сегодня
Эйн-Ход теперь является общественным поселением, которым управляет избранный административный комитет. Здесь живут многие израильские художники, скульпторы и музыканты, у них есть студии и галереи, открытые для публики. Были предприняты усилия, чтобы сохранить некоторые из старых домов. Деревенская мечеть была преобразована в бар-ресторан по образцу кафе «Вольтер» в Цюрихе.
Во время лесного пожара в Кармеле в 2010 году Эйн-Ход был эвакуирован, и деревне был нанесен значительный материальный ущерб.

## Население
По данным Центрального статистического бюро Израиля, население на начало 2020 года составляло 50 человек.

## Культура

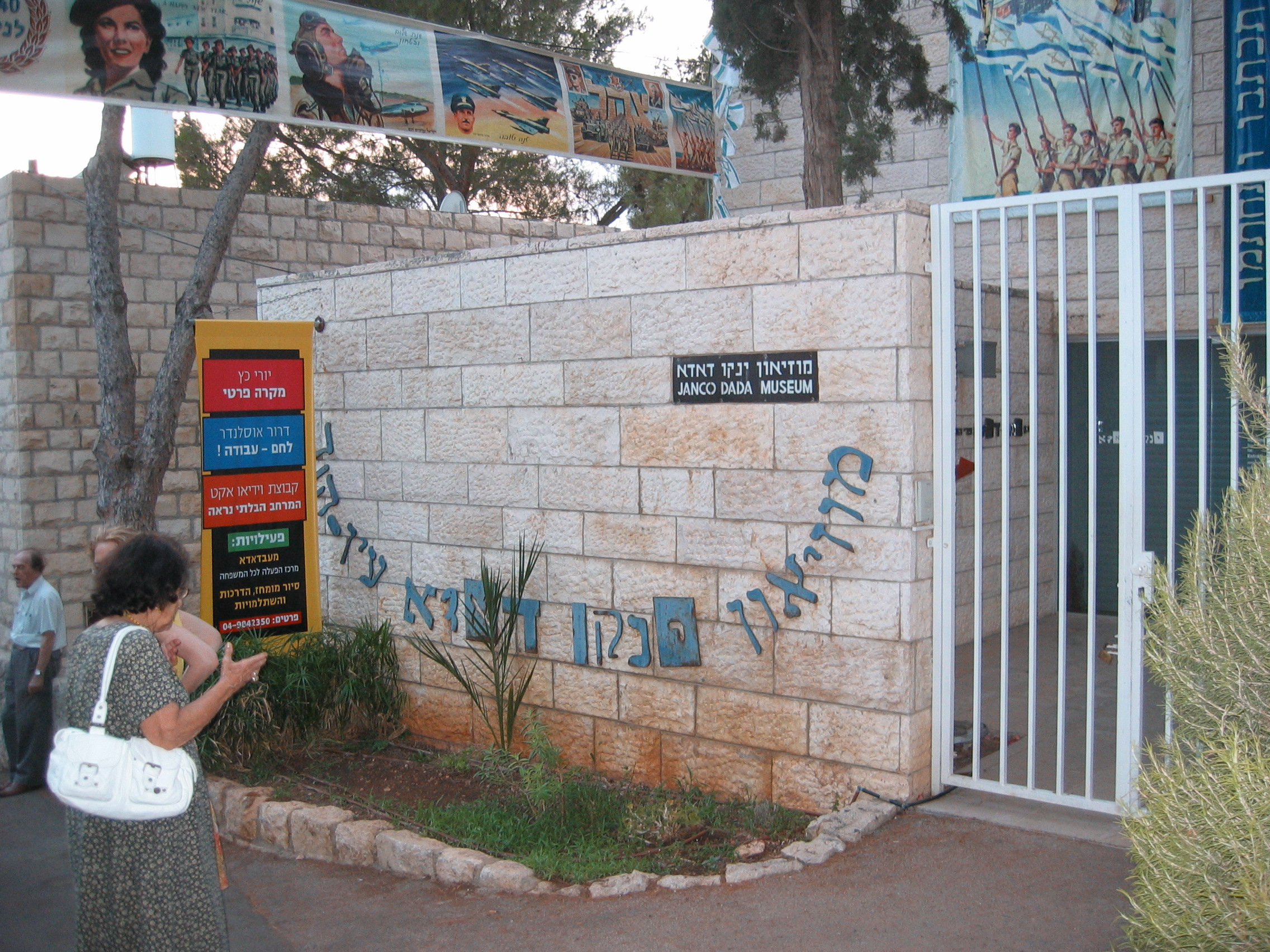
Музей Янко-Дада

В Эйн-Ходе 22 галереи, 14 художественных мастерских, 2 музея и 14 комнат, сдаваемых в аренду туристам. Мастер-классы включают печать, скульптуру, фотографию, шелкографию, музыку (вокал), керамику, мозаику, дизайн, витражи, литографию и кузнечное дело. Дом Гертруды Краус спонсирует концерты камерной музыки и гостевые лекции раз в две недели. В летние месяцы в открытом амфитеатре проходят выступления популярной музыки и легкие развлечения. В течение всего года по субботам возле центральной площади поселка проходят бесплатные джазовые концерты под открытым небом. 
В главной галерее Эйн-Ход пять выставочных залов, каждый из которых посвящен разным художественным направлениям. В зале 1 представлены работы иммигрантов из бывшего Советского Союза и Эфиопии; Зал 2 предназначен исключительно для художников Эйн-Ход, прошлых и настоящих; Залы 3 и 4 предназначены для сменных выставок, персональных и групповых показов резидентов и аутсайдеров; а зал 5 предназначен для тематических шоу.
Музей механической музыки Ниско в Эйн-Ходе — первый музей в Израиле, посвященный старинным музыкальным инструментам. Коллекция, собранная Нисаном Коэном за 40 лет, содержит музыкальные шкатулки, шарманки, автоматический орган, пианино, коллекцию столетних манивел, патефоны, автоматические пианино с ручным управлением и другие инструменты.
В 1992 году в деревне была размещена часть Берлинской стены. 
Программа обмена Дюссельдорф-Эйн-Ход привела художников из Дюссельдорфа в Эйн-Ход и наоборот за последние два десятилетия. Аналогичная программа была открыта для художников из Нью-Гэмпшира.

## Известные жители
Одним из первых жителей была американская детская писательница и археолог-любитель Нора Бенджамин Куби. Одним из художников-ветеранов Эйн-Хода являлась Урсула Мальбин (1917—2020), чьи бронзовые скульптуры выставлены с 1978 года в Хайфском Саду Мира, первом публичном саду скульптур в Израиле, посвященном исключительно работам женщины-скульптора. Среди других — Авраам Эйлат, мультимедийный художник, чья последняя инсталляция видеоарта «Психофизическое время» демонстрируется на нескольких ведущих художественных мероприятиях в Европе, и Дина Мерхав, создающая скульптуры из старой металлической посуды и деталей промышленных машин. Одна из её работ, «Тотем», была выставлена в Олимпийском саду скульптур в Пекине, Китай, когда там проводились Олимпийские игры. Игаль Тумаркин, израильский художник и скульптор, также учился в Эйн-Ход.
Дэн Чамайзер, создатель «Загадки Чамайзера», является жителем Эйн-Ход. Загадка Chamizer, основанная на оригинальной системе кодирования, широко используется для обучения решению задач в школах, государственных учреждениях и высокотехнологичных компаниях.
Десять жителей Эйн-Хода стали лауреатами Премии Израиля, ежегодно присуждаемой в День независимости Израиля. По словам проживающего в селе Роберта Нечина, художники, работающие там сегодня, «полностью осведомлены о прославленном примере этих великих художников и ученых, живших и живущих среди них».
Жители Эйн-Хода, получившие премию:
- Женя Бергер в 1953 году стала одним из основателей колонии художников.
- Захара Шац, за живопись и скульптуру (1955)
- Марсель Янко, за живопись (1967)
- Гертруда Краус, за танцы (1968)
- Саймон Халкин, за литературу (1975)
- Хаим Хефер за написание песен на иврите (1983)
- Натан Зак, за поэзию (1995)
- Майкл Гросс, за живопись и скульптуру (2000)
- Гила Альмагор за актёрское мастерство (2004)

## Галерея

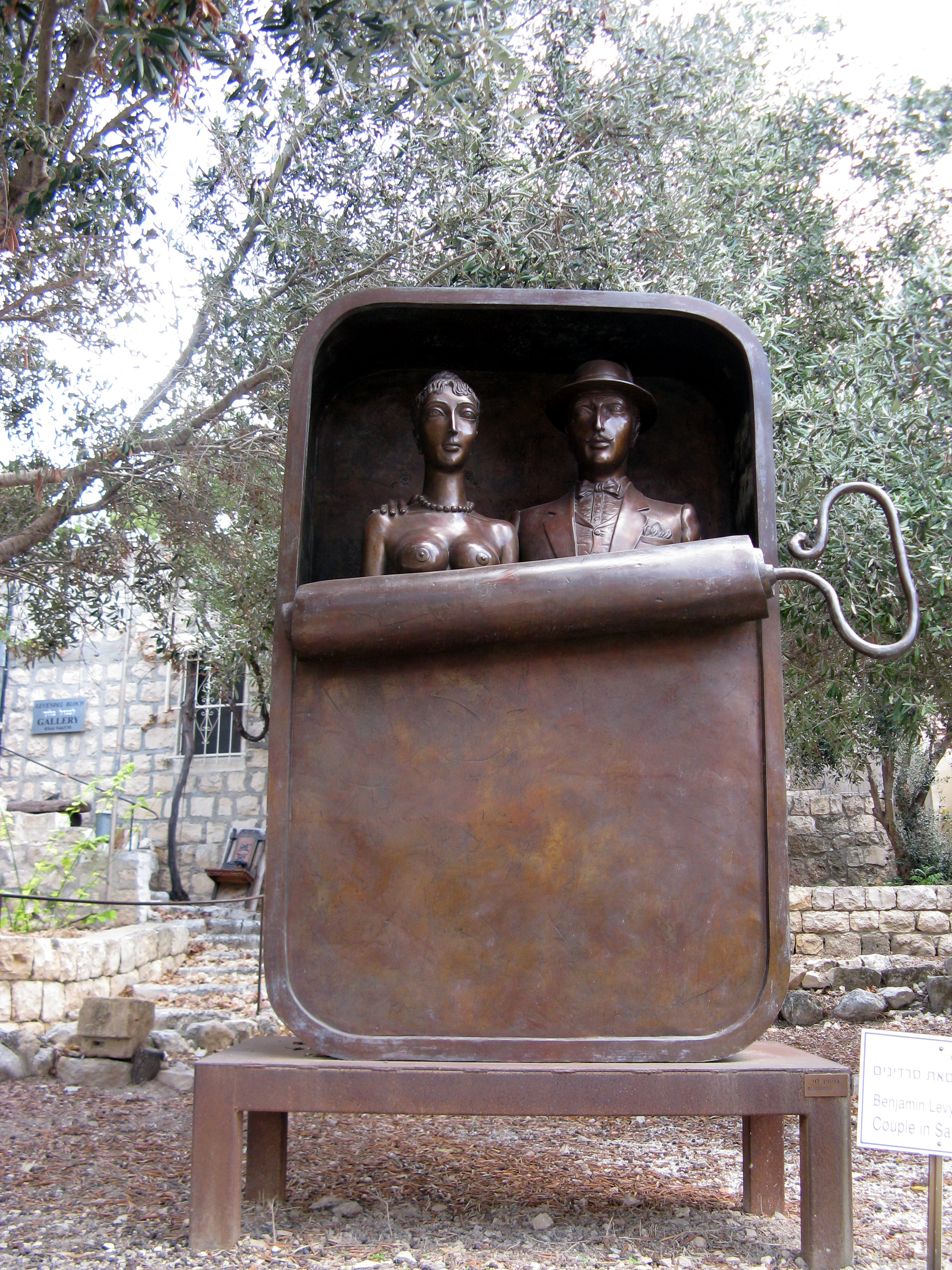
Бенджамин Леви. Влюбленные в коробке с сардинами.
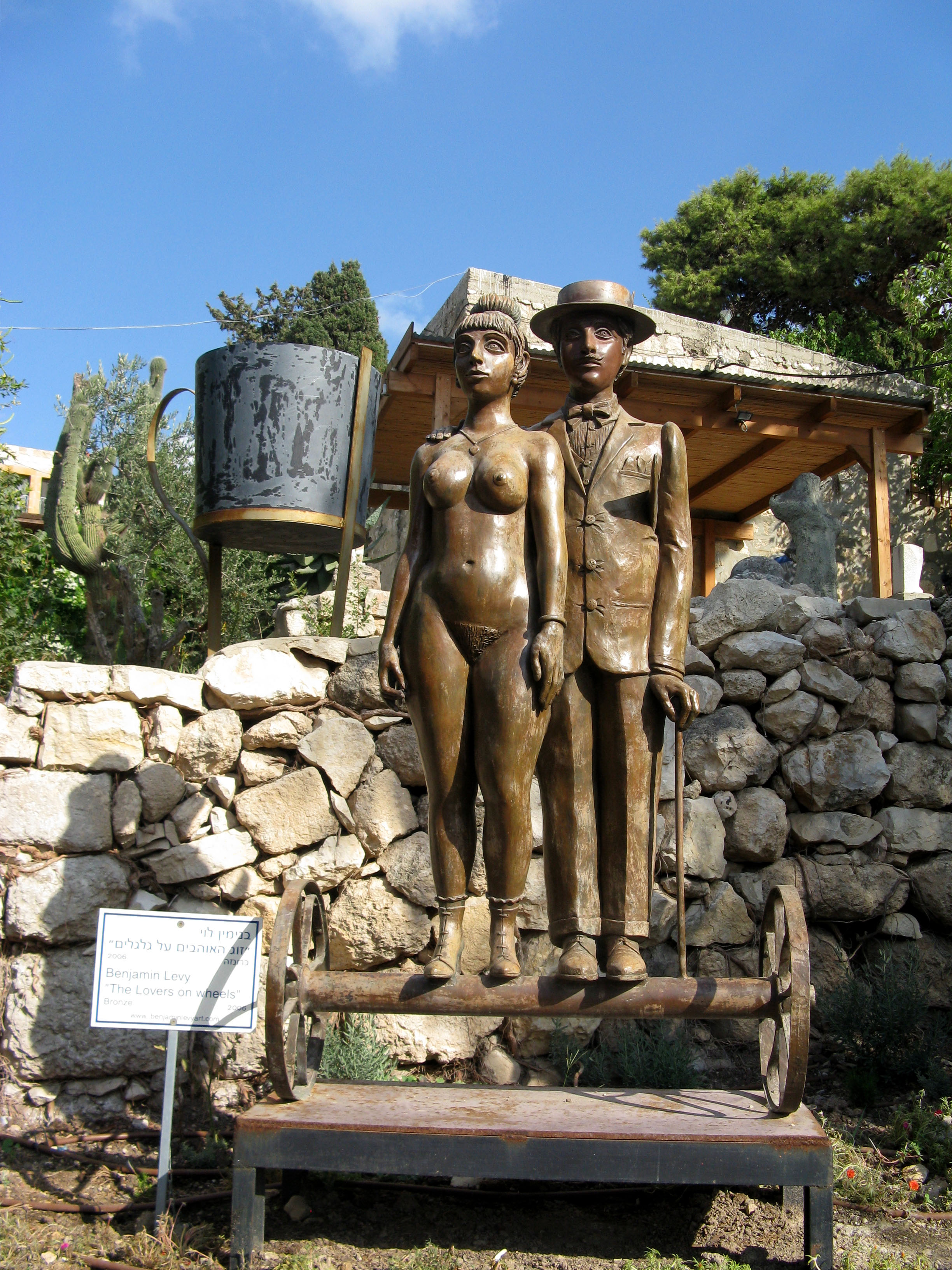
Бенджамин Леви. Влюбленные на оси колес.
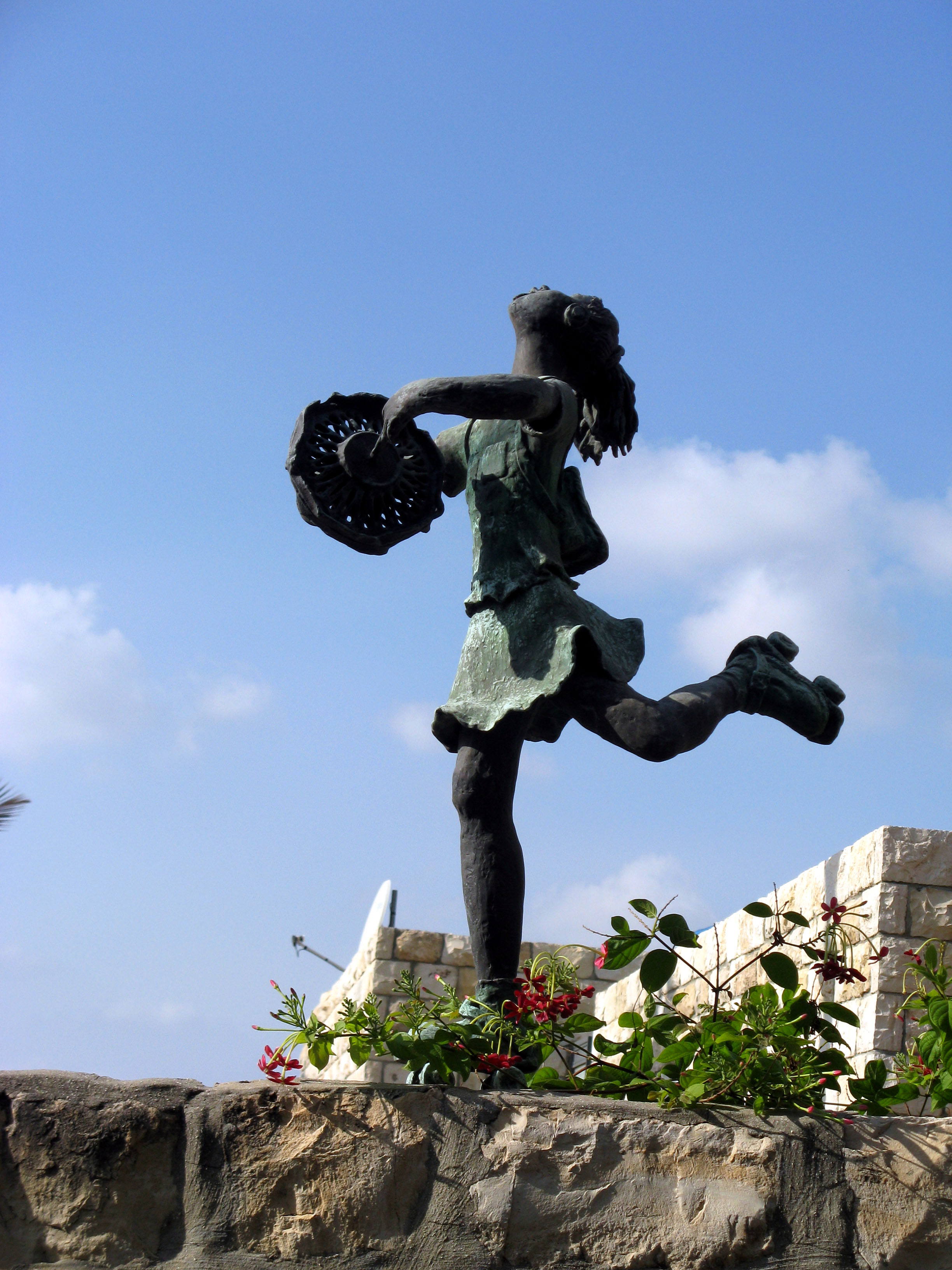
Девушка на роликах.
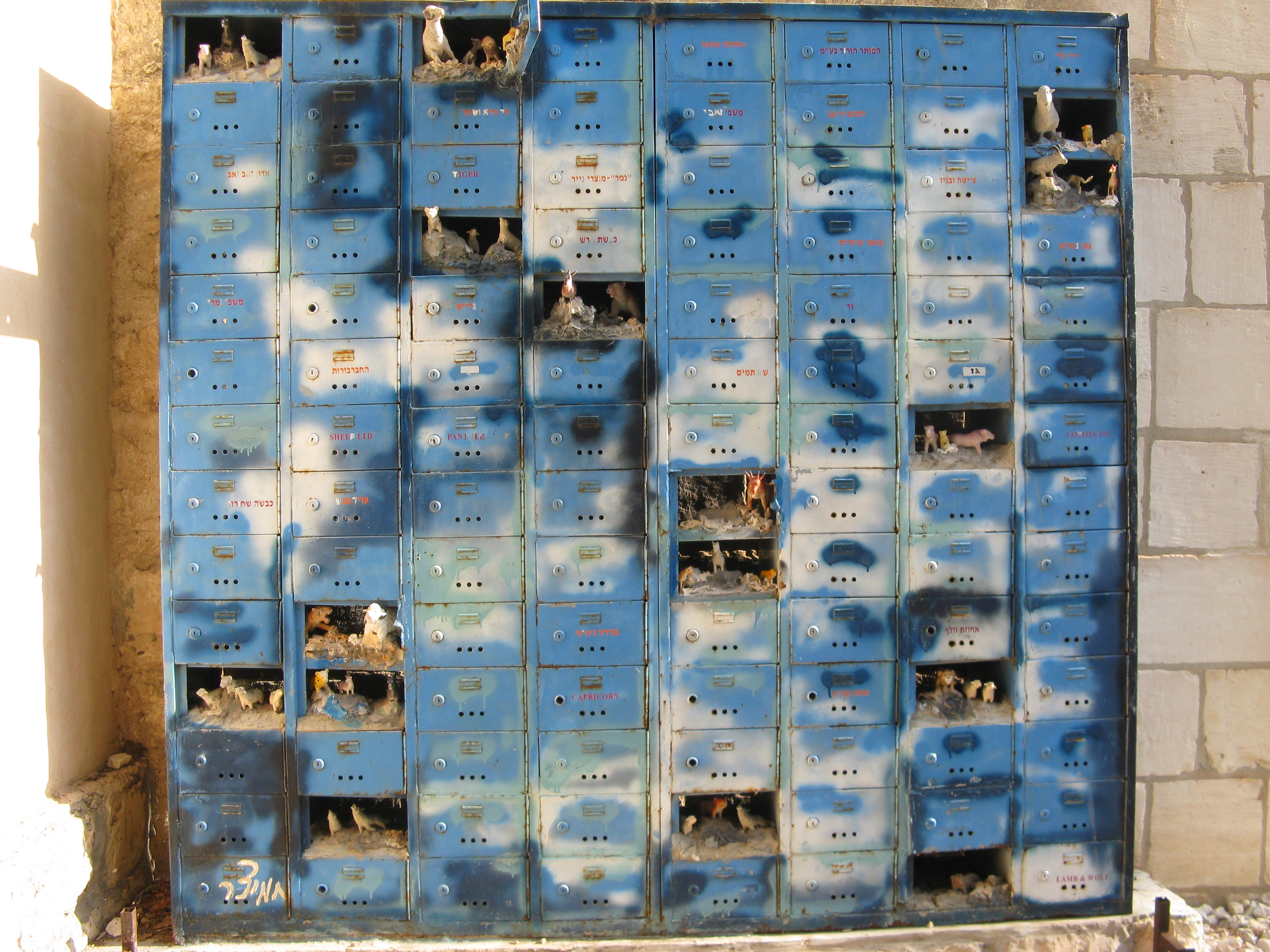
ПОБ мир.